# Urotrematulum attenuatum
Urotrematulum attenuatum är en plattmaskart. Urotrematulum attenuatum ingår i släktet Urotrematulum och familjen Urotrematidae. Inga underarter finns listade i Catalogue of Life.